# Lilla Hellvis natureservat
Lilla Hellvis naturreservat är ett naturreservat i Region Gotland på Gotland.
Området är naturskyddat sedan 2024 och är 28 hektar stort. Reservatet består av gammal, grov och högvuxen sandbarrskog . 